# Strawberry Slaughterhouse
Strawberry Slaughterhouse er et Rock-band fra Danmark. Bandet var aktivt mellem 1992-1999. Bandet er tilbage og er aktivt nu i 2024.
Gruppens nummer "Mandag", som blev indspillet sammen med Maya Albana, blev udgivet på albummet Rimlig rar rimlig rå (1996), der blev udgivet at DR's Børneradio.

## Diskografi
- Teenage torturechamber (1994)
- Suck and the art of surviving suburbia (1997)